# Hypopteromalus inimicus
Hypopteromalus inimicus är en stekelart som beskrevs av Muesebeck 1927. Hypopteromalus inimicus ingår i släktet Hypopteromalus och familjen puppglanssteklar. Inga underarter finns listade i Catalogue of Life.